# Айгнер, Ханнес
Ханнес Айгнер (родился 19 марта 1989 года в Аугсбурге) — немецкий спортсмен слалом каноист. Принимал участие в соревнованиях по гребле на байдарках и каноэ с середины 2000-х годов.
Гребным слаломом начал заниматься в 1997 году в спортивном клубе Kayak Club в Аугсбурге.

## Спортивные достижения
Ханнес Айгнер завоевал бронзовую медаль в дисциплине К-1 (байдарка-одинока) на летних Олимпийских играх 2012 года в Лондоне.
Айгнер завоевал также две золотые медали в дисциплине К-1 (командный зачет) на чемпионатах мира по гребному слалому, организованных Международной федерацией каноэ в 2010 и 2011 годах. Завоевал также шесть медалей на чемпионате Европы (1 золото, 3 серебра и 2 бронзы).
Принимал участие в соревнованиях по мужскому слалому в дисциплине К-1 на летних Олимпийских играх 2016 года в Рио-де-Жанейро, заняв 4-е место.

## Итоги соревнований на кубках мира
В соревнованиях на кубках мира Ганнес занял следующие места:
| Год  | Дата       | Город    | Место | Дисциплина |
| ---- | ---------- | -------- | ----- | ---------- |
| 2010 | 3 июля     | Аугсбург | 1-й   | К1         |
| 2013 | 17 августа | Taceн    | 3-й   | К1         |
| 2014 | 14 июня    | Прага    | 1-й   | К1         |